# Louis Mariès
Louis Mariès, né le 19 août 1876 et mort le 19 novembre 1958, est un philologue et théologien jésuite  spécialiste des traditions orientales, grecques, arméniennes et géorgiennes. 

## Eléments biographiques
- Études au collège des Jésuites de Vaugirard
- Entre dans la Compagnie de Jésus en 1893
- Licencié ès lettres à Paris en 1898
- Ordonné prêtre en 1907
- Docteur ès lettres
- Professeur à l'Institut catholique de Paris
- Chargé de conférences à l'École pratique des hautes études, Paris

## Eléments bibliographiques
- Thèse de Mariès sur le "De deo" d'Eznik , 1924

### Autres sources
- Photo de M. l'Abbé Louis Mariès, professeur adjoint (arménien)
- R. P. Louis MARIES, s. j. (1876-1958).  in Ecole des langues orientales anciennes de l'Institut catholique de Paris, mémorial du cinquantenaire, 1914-1964, Institut catholique de Paris, Ecole des langues orientales anciennes, 1964, p 231
- Onze lettres de Louis Mariès à Antoine Meillet au Collège de France
- Le sens qu'avait Antoine Meillet de l'arménien classique. Discours du rév. Père Louis Mariès. In Une cérémonie consacrée à la mémoire du professeur Antoine Meillet, Publications de la bibliothèque arménienne Nubar. - n° 1, Imp. Arax – Paris, 1937, pp. 28-49
- Christianisme et arménologie : L'œuvre de Louis Maries (1876-1958), Revue de l'histoire des religions, Volumes 155-158, 1959, p 268